# Субаша
Субаша је у османском систему власти надзорник пољопривредног имања, чувар, пољар, пудар. Може да буде и шеф полиције или представник турске власти у једном селу.
Већ у XV веку звање имало више значења. У наредном веку функције лица са том титулом знатно су се измениле. 
1. Титулу субаше носио је војно-административни управник вилајета, привремене војно-управне јединице. У српским земљама субаша вилајета називан је и војводом вилајета. Подручје под његовом управом звало се и субашилук, али само кад је реч о истуреним пограничним вилајетима. Субаша вилајета имао је широка војна и управна овлашћења, па и право да сам предузима војне акције. Заповедао је спахијама свог вилајета, а њему надређен био је крајишки бег или санџак-бег. По претварању вилајета у санџаке и уклапању у редовни војноуправни систем, нестала је титула субаше вилајета. 
2. С друге стране, по успостављању редовне спахијске организације санџака, у војном (не и управном) смислу и даље су постојали вилајети од по неколико нахија. Спахијама таквог вилајета такође је заповедало лице са титулом субаше. Све такве војне субаше једног санџака биле су подређене алај--бегу. Већ крајем XV века сваки заим (спахија са приходима преко 20 000 акчи) носио је титулу субаше. 
3. Под надлежношћу субаше вилајета (као привремене војноуправне јединице) могло се наћи неколико њему подређених субаша (војвода), што су управљали деловима вилајета, нахијама или неким већим градом. И такве области такође су се називале субашилуцима (војводалуцима). По успостављању санџачке организације, такав субаша (војвода) постајао је један од најпоузданијих санџак-бегових поузданика коме је поверавана брига о приходима са санџак-бегових поседа. И на том положају имао је одређена управно-полицијска овлашћења. Титулу субаше са сличним полицијским овлашћењима носио је и службеник војводе, управника великих поседа беглер-бегова, везира и припадника царске породице.